# Дефреггер, Франц фон
Франц фон Дефре́ггер (нем. Franz von Defregger, 30 апреля 1835, Эдерхоф близ Штронаха, Восточный Тироль — 2 января 1921, Мюнхен) — австрийский художник жанровой и исторической живописи.

## Биография
Франц Дефреггер, сын тирольского крестьянина, в 1860 году продал полученный по наследству отцовский дом, чтобы выплатить долю своим сёстрам и эмигрировать в Америку. Однако из этого ничего не получилось, и он отправился в Инсбрук на учёбу у скульптора и профессора Инсбрукской школы ремёсел Михаэля Штольца.
Осенью 1860 года Франц Дефреггер был представлен в Мюнхене Карлу Теодору фон Пилоти. Он посещал подготовительный класс Королевской школы художественных ремёсел с преподавателем Германом Диком. 19 июля 1861 году он выдержал вступительный экзамен в Мюнхенскую академию изобразительных искусств. Там он обучался в классе живописи у ученика Петера фон Корнелиуса Германа Аншютца.
За Мюнхеном последовал Париж, где он занимался рисунком в натурных классах и основательно изучил музеи, художественные коллекции и мастерские художников.
8 июля 1865 года Дефреггер вернулся в Мюнхен и работал над эскизами своих картин. В 1867–1870 годах вместе с Гансом Макартом и Габриэлем Максом он работал в мастерской Карла Теодора фон Пилоти. Его работы быстро завоевали успех у публики. В 1878–1910 годах он получил в мюнхенской академии звание профессора исторической живописи по классу композиции. Учеником Дефреггера был Ловис Коринт. Дефреггер работал главным образом в жанрах  портрета и бытовых сцен из жизни тирольских крестьян. Однако, славу Дефреггера составил цикл картин, посвящённых Тирольскому восстанию 1809 года и его вождю Андреасу Гоферу. Лучше всего удались художнику монументальные, энергетически-насыщенные  полотна:
- Перед штурмом.
- Андреас Гофер в Инсбрукском замке.
- Обеденная молитва (1875).
- Возвращение тирольского ландштурма (1876).
- Накануне битвы у горы Изель.
- Последнее ополчение (1874).
- Шествие Андреаса Гофера на казнь.

Наряду с картинами Йордана и Менде на тему Гоферовского восстания, - работы Дефреггера имеют не только эстетическую, но и историко-документальную ценность.
В 1883 годом Дефреггер был награждён Орденом заслуг Баварской короны, соединённым с дворянским званием, и затем получил ряд других призов и наград. Среди его учеников были Роберт Келер и Хуго Энгель. Дефреггер делил мастерскую с другими художниками-приверженцами Мюнхенской школы искусства, например, с Рудольфом Эппом.
Франц фон Дефреггер умер 2 января 1921 года в возрасте 85 лет. Он похоронен в семейном склепе на мюнхенском кладбище Нордфридхоф.
В Санкт-Петербургском Эрмитаже представлена картина Дефреггера «Браконьеры в альпийской хижине».

## Галерея

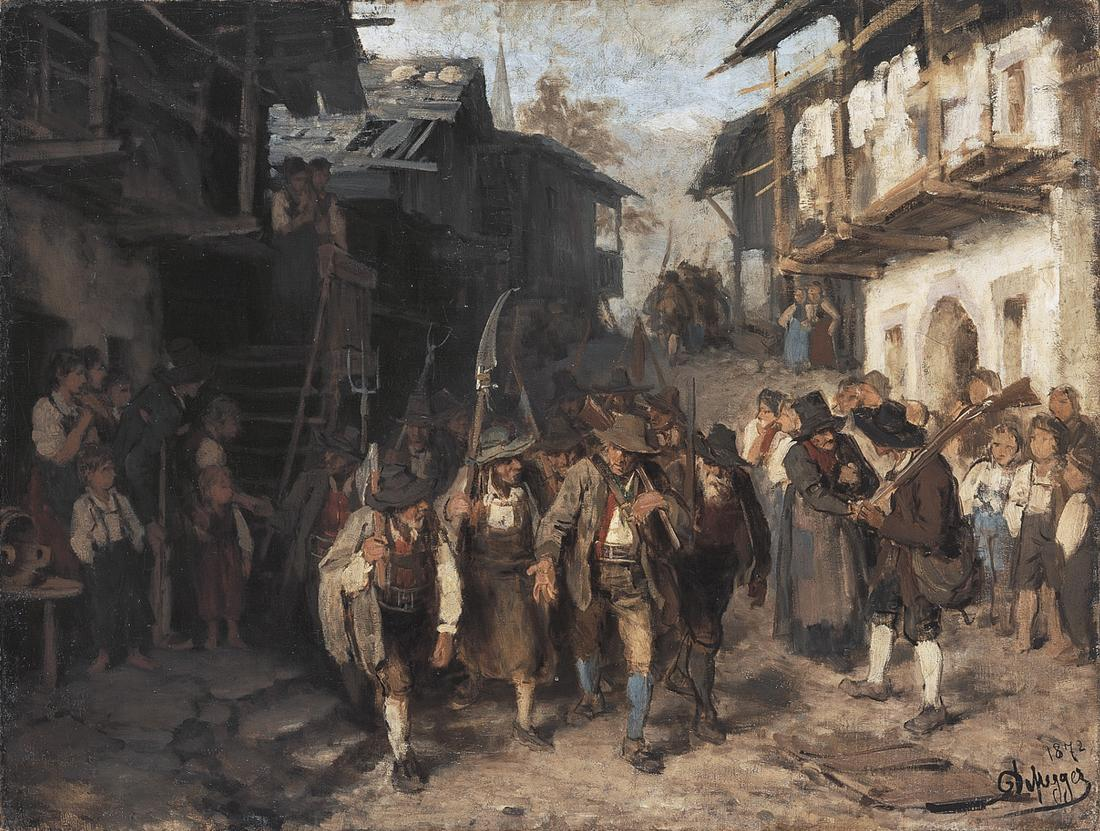
Последнее ополчение. 1874. Австрийская галерея XIX-XX вв. Вена
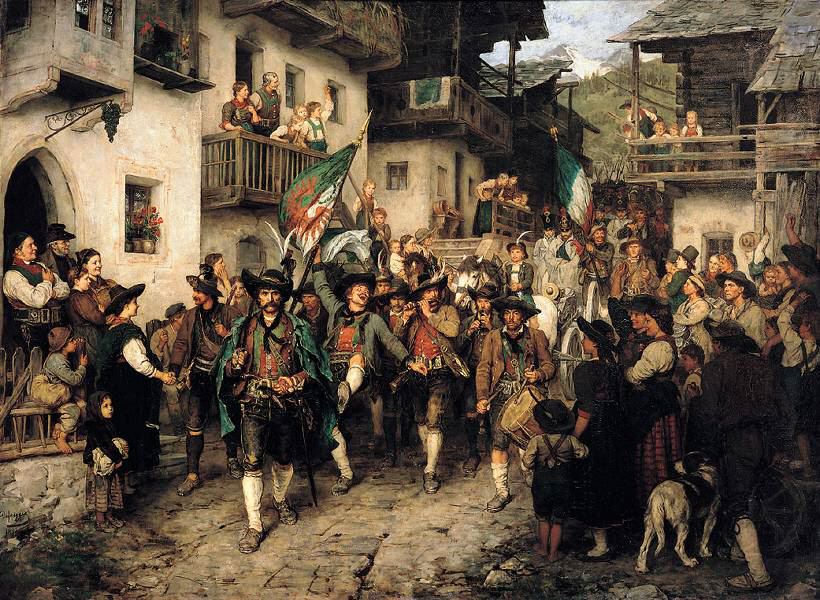
Возвращение тирольского ландштурма. 1876. Старая национальная галерея. Берлин
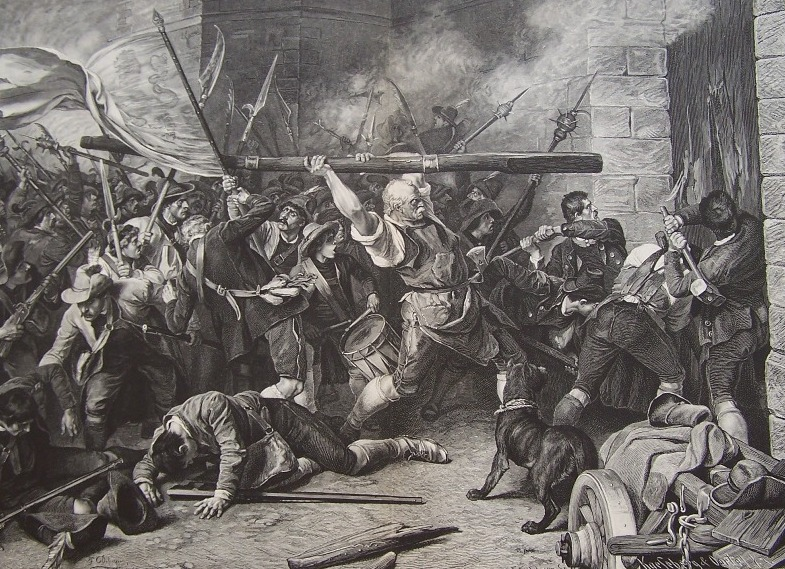
Штурм Красной башни в Мюнхене во время Баварского народного восстания 1705 г.